# Marius Småriset
Marius Småriset (* 3. Mai 1977) ist ein ehemaliger norwegischer Skispringer.

## Werdegang
Småriset startete ab 1994 im Continental Cup (COC). Bis 1998 blieb er jedoch weitgehend erfolglos. Erst in der Saison 1998/99 schaffte Småriset den Durchbruch im Continental Cup und stand einige Male in dieser Serie auf dem Podest. Am Ende beendete er die Saison auf dem 2. Platz in der Continental-Cup-Gesamtwertung. Auf Grund dieser guten Leistungen wurde er am 17. Januar 1999 erstmals für ein Springen im Skisprung-Weltcup nominiert. Dabei erreichte er im polnischen Zakopane mit Platz 26 seine ersten Weltcup-Punkte. Bei seinem zweiten und letzten Weltcup-Springen in Willingen verpasste er mit Platz 46 die Punkteränge jedoch deutlich. Am Ende der Saison 1998/99 stand er auf dem 91. Platz in der Weltcup-Gesamtwertung. In den folgenden drei Jahren konnte er nicht mehr an seine Erfolge anknüpfen und beendete nach der Continental-Cup-Saison 2000/01 seine aktive Skisprungkarriere.